# Thibie
Thibie település Franciaországban, Marne megyében. Lakosainak száma 292 fő (2022. január 1.). Thibie Champigneul-Champagne, Cheniers, Germinon, Pocancy, Saint-Pierre, Vélye és Villers-le-Château községekkel határos.

## Népesség
A település népessége az elmúlt években az alábbi módon változott:
| Lakosok száma | 251  | 293  | 278  | 266  | 281  | 288  | 291  | 295  | 293  | 292  |
|               | 1968 | 1982 | 1990 | 2006 | 2013 | 2015 | 2017 | 2019 | 2020 | 2022 |